# اینترفرون نوع ۱

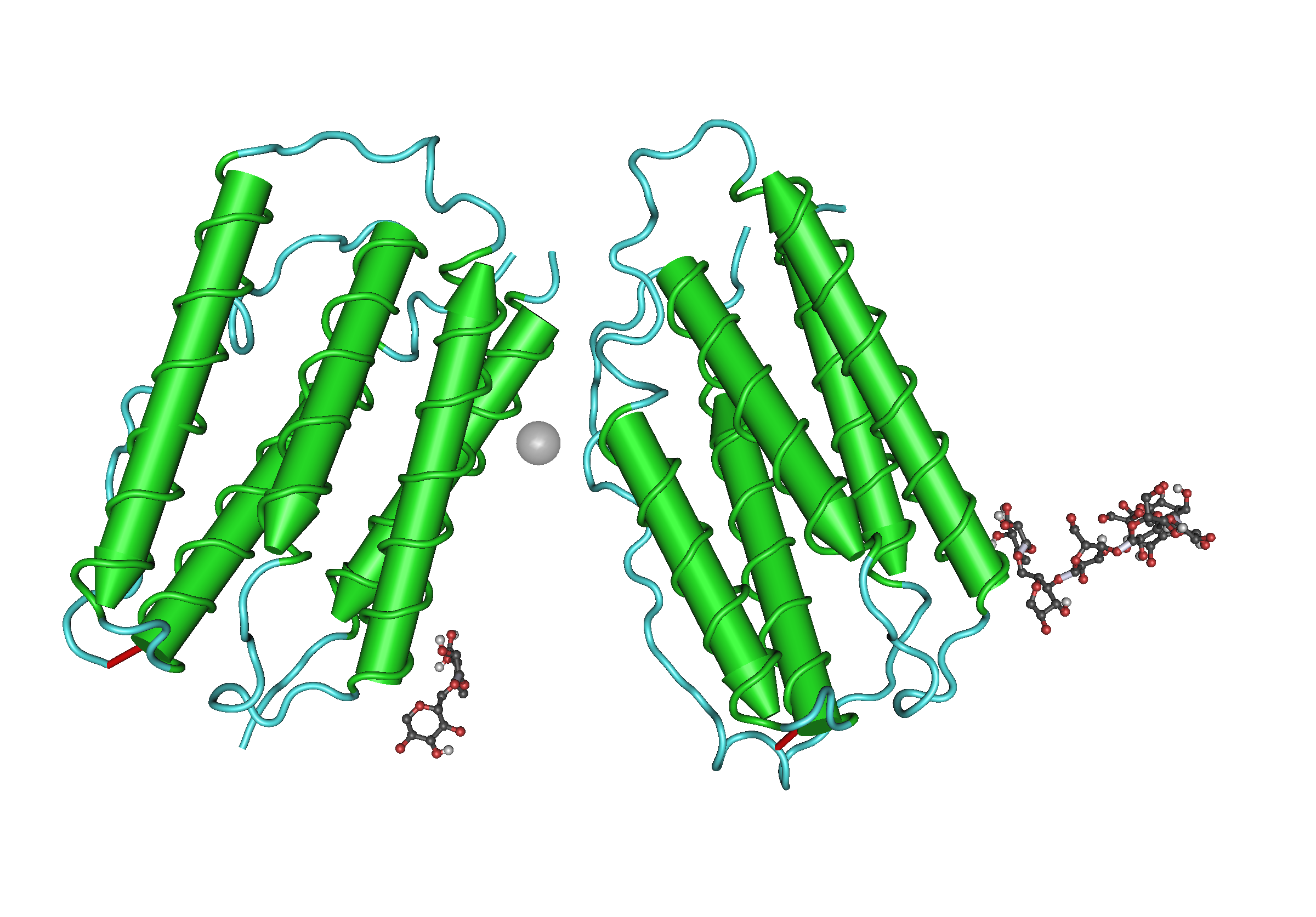
ساختار سه‌بعدی اینترفرون بتای انسانی

اینترفرون نوع ۱ (انگلیسی: Interferon type I) زیرگروه بزرگی از اینترفرون‌ها هستند که به تنظیم فعالیت دستگاه ایمنی بدن کمک می‌کنند.
اینترفرون‌ها به «گیرندهٔ اینترفرون» متصل می‌شوند. تمامی اینترفرون‌های نوع ۱ به یک گیرندهٔ خاص در سطح سلول متصل می‌شوند که بدان «گیرندهٔ اینترفرون-آلفا» می‌گویند و به دو زیرگروهِ IFNAR1 و IFNAR2 تقسیم می‌شوند.
اینترفرون‌های نوع ۱ در تمامی پستانداران یافت می‌شود و هومولوگ‌های آن در پرندگان، خزندگان، دوزیستان و ماهی‌ها نیز وجود دارد.

## انواع

### اینترفرون آلفا
اینترفرون آلفا توسط گلبول‌های سفید ساخته می‌شود و بیشتر در دستگاه ایمنی ذاتی دخیل هستند. ۱۳ ژن در ساخت زیرگروه‌های این اینترفرون شرکت دارند که همگی بر روی کروموزوم ۹ واقع شده‌اند.

### اینترفرون بتا
اینترفرون بتا در مقادیر زیاد توسط فیبروبلاست‌ها ساخته می‌شود. این اینترفرون، فعالیت ضد ویروسی داشته و در دستگاه ایمنی ذاتی شرکت دارد. دو زیرگروه این مولکول عبارتند از: اینترفرون بتا ۱ و اینترفرون بتا ۳. (ژن اینترفرون بتا ۲ در واقع همان اینترلوکین ۶ است). از اینترفرون بتا ۱ در درمان ام‌اس (جهت کاهش دفعات عود بیماری) استفاده می‌شود. باید توجه داشت که این نوع اینترفرون برای درمان انواع پیشرونده یا انواعی که عود نمی‌کنند، مناسب نیست.

### اینترفرون اپسیلون، کاپا، تائو، دلتا و زتا
در انسان، همهٔ این اینترفرون‌ها به صورت تنها یک ایزوفُرم تولید می‌شود که ژن مسئول آن «IFNK» است. تنها پستانداران گیاه‌خوار «اینترفرون تائو» (IFN-τ) می‌سازند. «اینترفرون زتا» (IFN-ζ) تنها در موش‌ها دیده شده‌است و «اینترفرون دلتا» (IFN-δ) نیز در پستاندارانِ غیر نخستی‌سانِ غیر جوندهٔ دارایِ جفت یافت می‌شود. بیشتر پستانداران دارایِ جفت (نه همهٔ آنان) ژن‌های فعال «اینترفرون اپسیلون» (IFN-ε) و «اینترفرون کاپا» (IFN-κ) را دارا هستند.

### اینترفرون اُمگا
با آنکه تا به امروز، تنها یک نوعِ فعال از اینترفرون اُمگا توصیف شده‌است، اما این اینترفرون در انسان، ۷ شبه‌ژن دارد. بسیاری از پستاندارانِ غیر نخستی‌سانِ دارایِ جفت نیز تعداد بیشماری از زیرگروه‌های اینترفرون اُمگا را دارا هستند.

### اینترفرون نوو
اینترفرون نوو (IFN-ν) را نباید با اینترفرون گاما (IFNγ) اشتباه کرد. این نوع اینترفرون اخیراً در انسان به‌صورت یک شبه‌ژن کشف شده‌است و به‌طور بالقوه در گربهٔ خانگی هم عملکرد فعال دارد.